# Axel Bergström (ämbetsman)
Axel Anders Jakob Bergström, född den 2 december 1892 i Vänersborg, död den 3 maj 1973 i Falun, var en svensk ämbetsman.
Bergström avlade juris kandidatexamen vid Uppsala universitet 1916. Han blev extra länsbokhållare i Värmlands län 1918, länsbokhållare av första graden där 1921, tillförordnad länsassessor 1929 och ordinarie länsassessor 1934. Bergström var landskamrerare i Kopparbergs län 1942–1958. Han blev riddare av Vasaorden 1936 och av Nordstjärneorden 1945 samt kommendör av sistnämnda orden 1952.